# AMC Javelin
AMC Javelin — американський автомобіль з переднім розташуванням двигуна і заднім приводом, що виготовлявся American Motors в двох поколіннях, 1968-70 та 1971-74 років.
Розроблений Діком Теге, Javelin був доступний з багатьма варіантами обладнання та двигунів, від економічного Pony car до потужних Muscle car. На додаток до виробництва в Кеноша, штат Вісконсин, Javelin збиралися за ліцензією в Німеччині, Мексиці, Венесуелі, а також Австралії — і продавалися по всьому світу.
Будучи переможцем серії Trans-Am в 1971, 1972 та 1976 роках, варіант AMX другої генерації був першим автомобілем поні, який використовувався американським правоохоронними органами як стандартний автомобіль для службових обов'язків для поліцейських автомобілів.

## Перше покоління

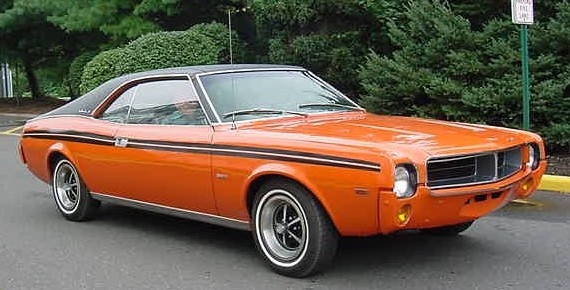
AMC Javelin 1

Ця машина вела своє походження від прототипів АМХ і АМХ II, не дивлячись на те, що це були проекти Абернеті, Чапін вирішив не ставити хрест на них, тому, будучи шанувальником спорткарів, він побачив потенціал у цьому конкуренті Ford Mustang, який задавав тон в класі поні-карів. І Абернеті, і Чапін були праві, тільки в перший рік виробництва було продано понад 55 000 автомобілів цієї моделі. Кузов пропонувався тільки один — хардтоп-купе без середньої стійки, автомобіль пропонувався спочатку в двох комплектаціях: базова безіменна і топова, більш багато оснащена, SST. Для першого стандартним був 3,8 л 6-циліндровий мотор, потужністю 145 к. с., для другого — 4,8 л V8 225 к. с., але для обох варіантів можна було замовити і 5,6 л V8, потужністю 235 к. с. Крім цього пропонувалася версія «Rally», яка мала той же 5,6 л мотор, але потужністю 280 к. с., ця версія мала більш жорстку підвіску, дискові гальма спереду, підсилювач гальм, хромовані накладки на подвійній системі вихлопу і хромовані диски на 14" Magnum 500, одягнені в покришки Goodyear Red Line E70 Cross Ply SP41. Javelin Rally ставав досить спритним автомобілем, оснащений автоматичною коробкою передач він розганявся до 100 за 8 секунд, а максимальна швидкість впиралася в позначку в 193 км на годину. Але всі ці цифри померкли, коли в середині 1968 року цей опційний пакет змінюється комплектацією «Go», який придбав 6,4 л мотор, потужністю 315 к. с., тепер розгін до ста займав близько 7 секунд.
Успіх моделі пояснюється кількома факторами, по-перше, машина мала більше місця в салоні, ніж Mustang або Barracuda, по-друге, ціна машини невеликою (за базову версію з 3,8 л), по-третє, автомобіль управлявся як ніякий інший американський автомобіль. Вперше фірма стала брати участь у спортивних змаганнях, в яких стали завойовувати призові місця, в серії Trans-Am команда-дебютант завоювала призові позиції в п'яти змаганнях, а за підсумками року гонщик команди Ревсон закінчив сезон на другому місці. Javelin випускався і в Європі, німецьке підприємство Wilhelm Karmann GmbH підписало угоду про право на виробництво і продаж цієї машини в Європі. Німецький варіант називався АМС Javelin K-79 і комплектувався тільки 5,6 л 280-сильним мотором. На тому ж заводі випускався конкурент — Porsche 911 з кузовом купе, хоча конкурентом 911 тоді було важко назвати, найпотужніша версія, яка сходила з конвеєра в Рейні розвивала всього 110 к. с., так що на прямій Porsche 911 був повільнішим, чого не скажеш про нього на тісних звивистих дорогах.
Javelin 1970 року отримав повністю нову передню підвіску, нове оформлення передка, який до того ж став довшим, задні ліхтарі за подобою моделі Ambassador витягнулися в горизонтальну лінію, лобове скло було замінено на нове скло фірми Corning з хімічним калінням, воно було тоншим, легшим і безпечнішим звичних ламінованих стекол. Вибір двигунів зводився до 5-літрового, потужністю 225 к. с., 5,9 л, потужністю 245 або 285 к. с. в залежності від кількості карбюраторів, і 6,4 л двигуна, який видавав 325 к. с. З опційних пакетів збереглися Big Bad, який відрізнявся від моделі 1969 року тим, що бампери тепер не фарбували в замовний колір; також зберігся пакт опцій «Go», який обзавівся повітрозабірником на капоті, також ця версія, як і колись, могла похвалитися дисковими гальмами спереду, більш потужним стабілізатором, подвійною вихлопною системою і спортивними покришками Goodyear. Головною подією року для цієї моделі стало те, що гоночна команда Роджера Пенске — Penske Racing, перейшла на використання цієї моделі в своїй стайні. Для гоночної версії гонщиком Марком Донох'ю був сконструйований новий алюмінієвий спойлер у формі качиного хвоста, щоб допустити переробку для участі у серії Транс-Ам турбувалися випустити омологовану версію спортивної версії. І АМС пішло на це, була випущена спеціальна модель Mark Donohue Javelin SST, яка оснащувалася 5,9 л двигуном і зовнішнім пакетом опцій, запозиченим у комплектації «Go». Вінчав це все великий алюмінієвий спойлер, розташований на багажнику. Завдяки своїй участі в спортивних змагання та драг-рейсі компанія досить швидко розпродала 2501 автомобіль, який мав відмінне маркування з ім'ям гонщика на правій стороні кришки багажника. Сьогодні ця версія часто стає об'єктом підробок, оскільки ВІН-код не містить інформації про те, чи є дана машина версією Mark Donohue.

## Друге покоління

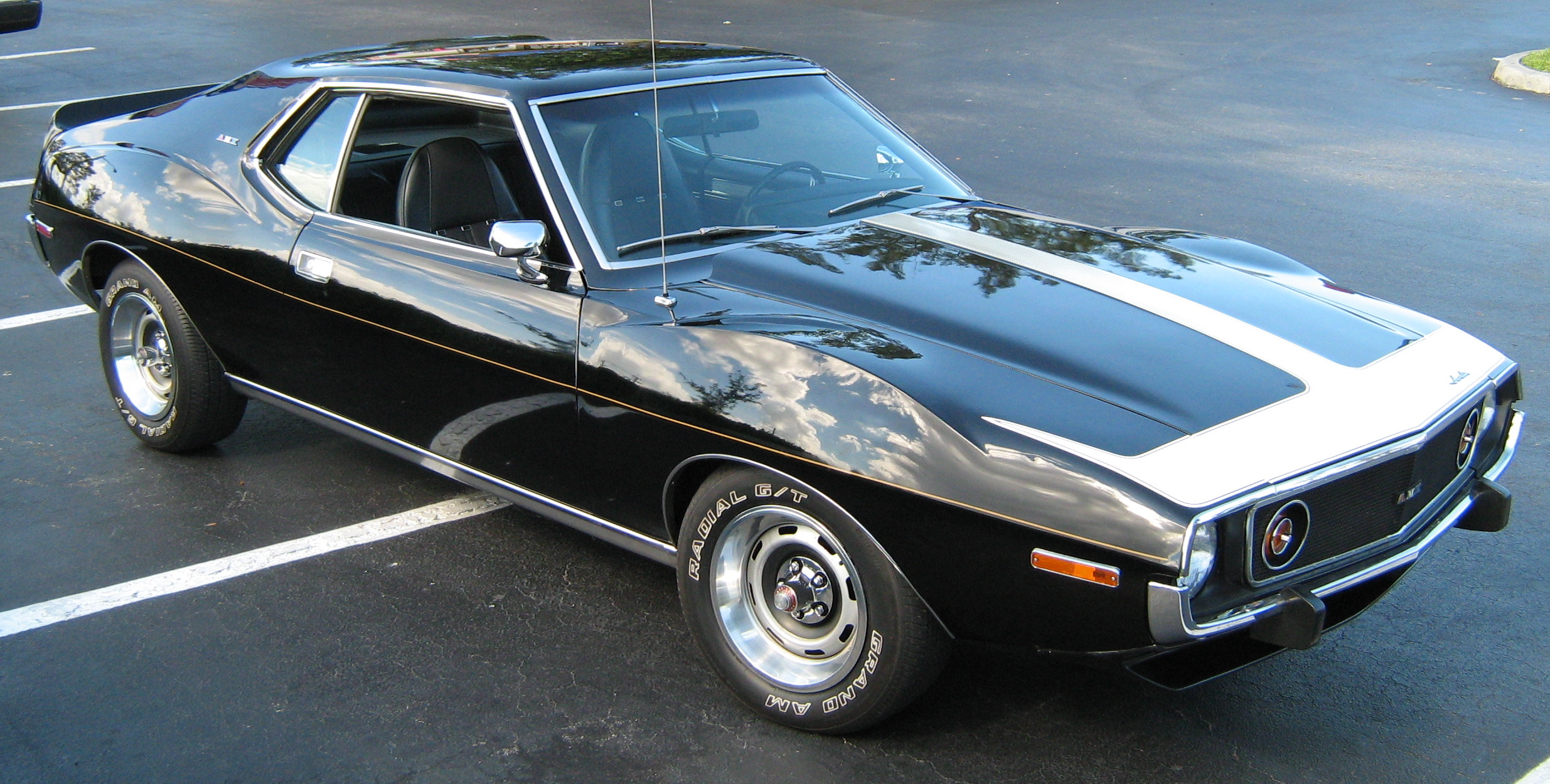
AMC Javelin 2

В 1971 модельному році Javelin сильно модернізували, базу коліс збільшили на 2,5 см, машина стала нижчою, ширшою і довшою, як елемент дизайну з'явився штатний спойлер на багажнику, яким раніше могли хизуватися тільки спеціальні версії цієї моделі. Базовим двигуном для цієї моделі залишився 3,8 л двигун, потужністю 135 к. с., на замовлення можна було встановити 4,2 л (150 к. с.), 5,0 л (210 к. с.), 5,9 л (245 або 285 к. с.) і нарешті новий 6,6 л, потужністю 335 к. с., останні два мотори пропонувалися тільки в комплектації «Go». Не дивлячись на те, що модель АМХ пропала з каталогів як самостійна модель, ім'я не пропало назовсім, тепер топова версія Javelin носила ім'я двомісної машини. Javelin AMX оснащувалася капотом з горбом, спойлер красувався не тільки ззаду, але і спереду, в передню решітку були вмонтовані додаткові фари.
В 1972 році Javelin отримує нову решітку радіатора у вигляді сітки, яку покрили хромом, але версія АМХ зберегла за собою колишній дизайн передка. Гамма двигунів, як і колись, починалася з 3,8 л варіанту, який тепер видавав всього 100 к. с., 4,2 л варіант видавав 110 к. с., 5,0 л двигун володів 150 к. с., 5,9 л двигун міг розвивати або 175 к. с., або 195 к. с., залежно від встановлених карбюраторів, а 6,6 л версія «схудла» аж на 80 к. с., і замість колишніх 335 к. с. в технічних паспортах значилася цифра в 255 к. с. Як і у Hornet, у цієї спортивної машини з'явилася дизайнерська версія, яка коштувала всього 85 доларів, цього разу автором дизайну салону автомобіля став француз П'єр Карден. Версія Pierre Cardin мала триколірний смугастий декор тканинних сидінь, оббивка дверей була декорована в шість смуг тих же відтінків, якими були прикрашені сидіння. Зовні машину можна було відрізнити всього за логотипом фірми кутюр'є, встановленому на крилах. Ця гламурна версія спорткара досить непогано розходилася, її вибрало в півтора рази більше покупців, ніж у Hornet Sportabout Gucci. Крім цього спортивний автомобіль приміряє на себе форму поліцейського, у версії з 6,6 л двигуном поставляється 132 патрульних автомобіля для поліції, що патрулювала на хайвеях штату Алабама, модель Javelin стала першим поні-каром, який приступив на службу в поліції.
В 1973 році Javelin отримав трохи більш масивні бампери, але, на відміну від попередніх моделей, вони не мали амортизаторів, а на хромовані бампери були встановлені вертикальні товсті гумові ікла. Замість витягнутої смуги задньої оптики розмістили чотири прямокутні ліхтаря, решітка радіатора знову змінилася, але зміни решітки не торкнулися версії АМХ. Сидіння в салоні стали тоншими, що збільшило простір для задніх пасажирів. У зв'язку з перемогами в двох сезонах чемпіонату SCCA, фірма готує спеціальну версію Javelin — Trans Am Victory, яку випускали всього два місяці. Це була найдорожча версія спортивного автомобіля, вона відрізнялася поліпшеною шумоізоляцією і спортивним кермом в салоні, зовні відмінності зводилися до дисків з іншим малюнком і написами на передньому крилі біля дверей «Trans Am Victory».
Модель Javelin в 1974 році не модернізувалась, підрахувавши, що на модернізацію, що вимагається для відповідності автомобіля сучасним нормам безпеки, потрібно більше грошей, ніж пішло на створення нового Matador Coupe, виробництво автомобіля було згорнуто, особливо після вивчення статистики продажів: за рік реалізували близько 17000 автомобілів Javelin і 62000 Matador Coupe.